# 圖日利夫 (卡盧什區)
48°59′11″N 24°15′17″E / 48.98639°N 24.25472°E
圖日利夫（烏克蘭語：Тужилів），是烏克蘭的村落，位於該國西部伊萬諾-弗蘭科夫斯克州，由卡盧什區負責管轄，始建於1459年，面積9.87平方公里，海拔高度288米，2022年人口1,606，人口密度每平方公里181.9人。